# Ulla Eklöf
Ulla Eklöf, född Hesselman 7 november 1912 i Oscars församling, Stockholm, död 7 april 2008 i Engelbrekts församling, Stockholm, var en svensk inredningsarkitekt.

## Biografi
Eklöf, som var dotter till byggnadsingenjör Georg Hesselman och Gerda Gripe, uppnådde normalskolekompetens 1930 och utexaminerades från Högre Konstindustriella Skolan 1935. Hon var anställd hos arkitektfirman Carlquist & Melke 1935–1936, hos möbelaffären Studio 1936–1939 och bedrev därefter egen konsulterande verksamhet tillsammans med maken Gunnar Eklöf. Hon innehade uppdrag för bland annat Stockholms skoldirektion 1956–1974, för AB Stockholmshem 1956–1981, för Kjesäter folkhögskola 1962–1988 och för Jusek 1974–1990. Hon var skribent i tidskriften Hem i Sverige och redaktör för SIMS (inrednings- och möbelarkitekternas tidskrift) 1942–1943. Hon var styrelseledamot i Konsthantverkets vänner 1977–1988 och blev hedersledamot av Svenska inredningsarkitekters riksförbund 1978.